# Lake Mōkeno
Der Lake Mōkeno ist ein See in der Region Northland auf der Nordinsel von Neuseeland.

## Geographie
Der Lake Mōkeno befindet sich am südlichen Ende der Halbinsel Pouto Peninsula zwischen dem Kaipara Harbour im Osten, der Tasmansee im Westen und dem Kaipara Entrance im Süden. Der See gehört zu einer Gruppe von Seen, die sich im südwestlichen Teil der Südspitze der Halbinsel in Richtung Südsüdosten aneinanderreihen und zu denen der Lake Karaka und ein halbes Dutzend nicht näher bezeichneten Seen nordnordwestlich bis westliche des Lake Mōkeno gehören. Weiter in südsüdöstlicher bis südwestlicher Richtung liegen noch die drei Seen Lake Otapuiti, Lake Whakaneke und Lake Karoro / Mathews und einige wenige kleinere Dünenseen.
Der Lake Mōkeno ist der größte dieser Seen und umfasst eine Fläche von rund 1,68 km². Mit einer nordnordwestlich-südsüdöstlichen Ausrichtung erstreckt sich der See über eine Länge von rund 3,43 km und misst an seiner breitesten Stelle rund 890 m in Westsüdwest-Ostnordost-Richtung.
Der See besitzt keine regulären Zuflüsse an der Oberfläche und wird hauptsächlich durch Grundwassereinträge und Niederschläge gespeist. Über einen Abfluss verfügt der See ebenfalls nicht. Die Verweilzeit des eingetragenen Wassers beträgt geschätzte drei Monate.